# Symphytum anatolicum
Symphytum anatolicum är en strävbladig växtart som beskrevs av Pierre Edmond Boissier. Symphytum anatolicum ingår i släktet vallörter, och familjen strävbladiga växter. Inga underarter finns listade i Catalogue of Life.